# Powiat Kolski
Der Powiat Kolski ist ein Powiat (Kreis) in der polnischen Woiwodschaft Großpolen. Der Powiat hat eine Fläche von 1011 km², auf der etwa 86.900 Einwohner leben. Die Bevölkerungsdichte beträgt 86 Einwohner/km² (2019).

## Gemeinden
Der Powiat hat elf Gemeinden, davon eine Stadtgemeinde, drei Stadt-und-Land-Gemeinden und sieben Landgemeinden.

### Stadtgemeinde
- Koło (Kolo)

### Stadt-und-Land-Gemeinden
- Dąbie (Dabie)
- Kłodawa (Klodawa)
- Przedecz (Moosburg)

### Landgemeinden
- Babiak (Babiak)
- Chodów (Chodow)
- Grzegorzew (Grzegorzew)
- Koło
- Kościelec (Koscielec)
- Olszówka (Olszowka)
- Osiek Mały (Osiek Maly)